# Seversky XP-41
Seversky XP-41 – samolot myśliwski zaprojektowany w zakładach Seversky Aircraft na życzenie United States Army Air Corp (USAAC) jako wersja rozwojowa Seversky P-35.  Równolegle z XP-41 powstał także XP-43 i to ten drugi samolot został wybrany do produkcji seryjnej.

## Historia
Złożone w 1936 zamówienie na samoloty Seversky P-35 stypulowało, że ostatni samolot produkcyjny (numer seryjny 36-430) ma zostać wyposażony w silnik Pratt & Whitney R-1830-19 (1200 KM) z dwustopniową sprężarką zamiast standardowego silnika Pratt & Whitney R-1830-9 (850 KM) i otrzymać oznaczenie XP-41.  Sprężarka została umieszczona w dolnej części kadłuba, tuż za skrzydłami, wlot powietrza umieszczono w nasadzie lewego skrzydła.  W tak powstałym XP-41 główny projektant, Alexander Kartveli, wprowadził kilka dodatkowych usprawnień, między innymi całkowicie chowające koła podwozia głównego oraz lepszą aerodynamicznie owiewkę kabiny przypominającą użytą później w Republic P-47 Thunderbolt.  Prototyp został oblatany w marcu 1939, jego osiągi były znacząco lepsze od jego poprzednika – prędkość maksymalna na poziomie 15.000 stóp (4572 m) wynosiła 520 km/h.  Równolegle z XP-41 w zakładach Republic (zmiana nazwy nastąpiła w 1939) opracowano z własnej inicjatywy AP-4 z silnikiem z turbosprężarką.  Do produkcji seryjnej wybrano AP-4 który został przyjęty do służby jako Republic P-43 Lancer, zbudowano tylko jeden prototyp XP-41.

## Opis konstrukcji
XP-41 był jednosilnikowym dolnopłatem o konstrukcji metalowej.  Samolot miał podwozie klasyczne z kołem ogonowym, wciągane w locie.  Napęd samolotu stanowił silnik Pratt & Whitney R-1830 z dwustopniową sprężarką.  Uzbrojenie stanowił jeden karabin maszynowy 12,7 mm i jeden 7,62 mm (odpowiednio 200 i 500 sztuk amunicji) umieszczone w przedniej części kadłuba nad silnikiem.